# Лукас Мартінес Кварта
Лукас Мартінес Кварта (ісп. Lucas Martínez Quarta, 10 травня 1996, Мар-дель-Плата) — аргентинський футболіст, центральний захисник клубу «Рівер Плейт» і збірної Аргентини.

## Клубна кар'єра
Вихованець футбольної академії «Рівер Плейта». У 2015 році він був включений в заявку основної команди. 21 листопада 2016 року в матчі проти «Ньюеллс Олд Бойз» він дебютував у аргентинській Прімері. 22 червня 2017 року в поєдинку проти «Альдосіві» він забив свій перший гол за «Рівер Плейт». Всього у рідній команді Паласіос провів 4 сезони, вигравши за цей час три Кубка Аргентини, дві Рекопи Південної Америки та два Суперкубка Аргентини. Крім того в кінці 2018 року він виграв з командою Кубок Лібертадорес, найпрестижніший клубний континентальний трофей, зігравши в тому числі в першому фінальному матчі проти головного суперника, «Боки Хуніорс» (2:2).
5 жовтня 2020 року Мартінес Кварта підписав п'ятирічний контракт із італійським клубом «Фіорентина». 25 жовтня в матчі проти «Удінезе» (3:2) він дебютував у Серії А, замінивши травмованого співвітчизника Хермана Песселью. 7 березня 2021 року забив свій перший гол у складі «фіалок» в матчі чемпіонати проти «Парми» (3:3).

## Міжнародна кар'єра
5 вересня 2019 року в товариському матчі проти збірної Чилі Мартінес Кварта дебютував за збірну Аргентини. У її складі виграв Кубок Америки 2021 року, але зіграв на турнірі лише в одному матчі.

## Статистика виступів

### Статистика виступів за збірну
Станом на 29 червня 2024 року
| Дата       | Місто                | Господарі | Результат | Гості     | Турнір                            | Голи | Примітки |
| ---------- | -------------------- | --------- | --------- | --------- | --------------------------------- | ---- | -------- |
| 5-9-2019   | Лос-Анджелес         | Чилі      | 0 – 0     | Аргентина | товариський матч                  | -    |          |
| 10-9-2019  | Сан-Антоніо          | Аргентина | 4 – 0     | Мексика   | товариський матч                  | -    | 83'      |
| 8-10-2020  | Буенос-Айрес         | Аргентина | 1 – 0     | Еквадор   | Відбір до ЧС 2022                 | -    |          |
| 13-10-2020 | Ла-Пас               | Болівія   | 1 – 2     | Аргентина | Відбір до ЧС 2022                 | -    |          |
| 12-11-2020 | Буенос-Айрес         | Аргентина | 1 – 1     | Парагвай  | Відбір до ЧС 2022                 | -    |          |
| 17-11-2020 | Ліма                 | Перу      | 0 – 2     | Аргентина | Відбір до ЧС 2022                 | -    |          |
| 3-6-2021   | Сантьяго-дель-Естеро | Аргентина | 1 – 1     | Чилі      | Відбір до ЧС 2022                 | -    | 43' 46'  |
| 14-6-2021  | Ріо-де-Жанейро       | Аргентина | 1 – 1     | Чилі      | Копа Америка 2021 - груповий етап | -    | 30'      |
| 9-9-2021   | Буенос-Айрес         | Аргентина | 3 – 0     | Болівія   | Відбір до ЧС 2022                 | -    | 82'      |
| 1-2-2022   | Кордова              | Аргентина | 1 – 0     | Колумбія  | Відбір до ЧС 2022                 | -    | 80'      |
| 29-3-2022  | Гуаякіль             | Еквадор   | 1 – 1     | Аргентина | Відбір до ЧС 2022                 | -    |          |
| 17-10-2023 | Ліма                 | Перу      | 0 – 2     | Аргентина | Відбір до ЧС 2026                 | -    | 34'      |
| 9-6-2024   | Чикаго               | Аргентина | 1 – 0     | Еквадор   | товариський матч                  | -    | 86'      |
| 14-6-2024  | Лендовер             | Аргентина | 4 – 1     | Гватемала | товариський матч                  | -    | 71'      |
| 29-6-2024  | Маямі-Гарденс        | Аргентина | 2 – 0     | Перу      | Копа Америка 2024 - груповий етап | -    | 83'      |
| Усього     |                      | Матчів    | 15        |           | Голів                             | 0    |          |

## Досягнення
- Володар Кубка Аргентини (3): 2016, 2017, 2019
- Володар Суперкубка Аргентини (2): 2017, 2019
- Володар Кубка Лібертадорес (2): 2015, 2018
- Володар Рекопи Південної Америки (2): 2016, 2019
- Володар Кубка Америки (1): 2021